# Agostino Barbieri
Agostino Barbieri (Isola della Scala, 30 marzo 1915 – Sirmione, 13 agosto 2006) è stato un pittore, scultore e scrittore italiano.

## Biografia

### Gli anni fino alla Seconda guerra mondiale
Nato a Isola della Scala, piccolo paese celebre per le sue risaie in provincia di Verona, terzo di tre figli, è costretto, nei primi anni della sua vita, a vivere in forti ristrettezze economiche anche a causa della scomparsa del padre, deceduto in battaglia nella prima guerra mondiale.
Dopo la licenza media, attratto dal mondo della scultura, s'industria come "piccolo" nelle Onoranze Funebri del paese. Il suo lavoro consiste nel preparare e incidere le lapidi.
Per uscire dalla povertà, e grazie all'aiuto dei fratelli maggiori e della madre, studia all'Accademia d'Arte Cignaroli e in seguito riesce a conseguire il diploma di Liceo artistico come privatista. Richiamato nella leva incomincia la carriera militare che lo porterà in Jugoslavia e a far parte della campagna di Russia della seconda guerra mondiale.
Dopo l'otto settembre si contraddistingue per la scelta partigiana che porta avanti collaborando attivamente nella Missione RYE. Arrestato dalle Brigate nere viene deportato a Mauthausen nel novembre del 1944 come prigioniero politico. A Mauthausen stringerà forte amicizia con Piero Caleffi, futuro vicepresidente del Senato della Repubblica.

### Il dopoguerra
Ritornato in Italia, indebolito fisicamente e psicologicamente, è costretto ad abbandonare la scultura.
Sposta i suoi interessi sul disegno e sulla pittura, arti che richiedono uno sforzo fisico minore e che, in un primo momento affronta come ripiego, ma che non abbandonerà mai.
Il suo primo ciclo di disegni, raffiguranti l'atroce realtà dei campi di sterminio, viene accolto dalla critica favorevolmente e raccoglie gli apprezzamenti di Raffaele de Grada e, in seguito, di Primo Levi.
I disegni della Deportazione sono oggi conservati nell'Archivio del Castello Sforzesco di Milano.
Dopo una breve parentesi a Verona, dove incontra la compagna della vita Miranda Briani, si trasferisce a Milano.
L'attività della pittura, vissuta come un costante rivalsa della vita sull'esperienza di morte vissuta a Mauthausen, lo porta a prediligere un dipingere che esplora il confine fra astratto e figurativo.
Diverse sono le mostre personali ad Arezzo, Milano e Mantova. 
Partecipa alla Quadriennale di Roma ed altri concorsi. I disegni della deportazione sono scelti per rappresentare l'Italia nella mostra internazionale tenutasi nel 1965 e che vede fra i partecipanti Marc Chagall, Oskar Kokoschka, Renato Guttuso, Pablo Picasso e Otto Dix. Erhard Frommhold raccoglierà in un monumentale volume (edito in Italia per "La Pietra" con il titolo " Arte e Resistenza 1922-1945") le opere della mostra che viene presentata in diversi musei d' Europa.

### Gli ultimi anni
Negli ultimi anni della vita, trascorsi sulle sponde del Lago di Garda, continua a dipingere e ad organizzare mostre studiando "la curva" come elemento di vita e il colore nei suoi toni più accesi.
Da ricordare la sua attività nelle scuole, prima come professore, poi come divulgatore dell'esperienza della deportazione.
Scrive alcuni libri, fra cui un'autobiografia (Un cielo carico di Cenere) nel 1989.

## Opere
- I disegni della deportazione, Brescia : Coop. edit. Venerdi 13, stampa 1984
- Un cielo carico di Cenere, Società Editrice Vannini, 1989
- I sentieri della memoria, Brescia: Vannini, 1995
- L'urlo di Munch,Brescia: Vannini, stampa 1998
- Artisti italiani nei campi di sterminio nazisti,Editrice Electa
- Agostino Barbieri, Dal silenzio alla vita: Mantova, Palazzo Ducale, Appartamento Vedovile di Isabella d'Este 26 novembre 1999-8 gennaio 2000 / a cura di Carlo Micheli,[Mantova: Provincia di Mantova], stampa 1999
- Nel sole della liberta dopo la lunga notte / Agostino Barbieri; testimonianze Dino Formaggio  Gussago: Vannini, stampa 2000
- Agostino Barbieri, 113883 Mauthausen, Shoah 2009: Villa Ippoliti, Museo d'arte Moderna e Contemporanea, Gazoldo degli Ippoliti, 27 gennaio-8 febbraio 2009,
- Gazoldo degli Ippoliti: MAM, stampa 2009